# Jüdischer Friedhof (Rheinbrohl)

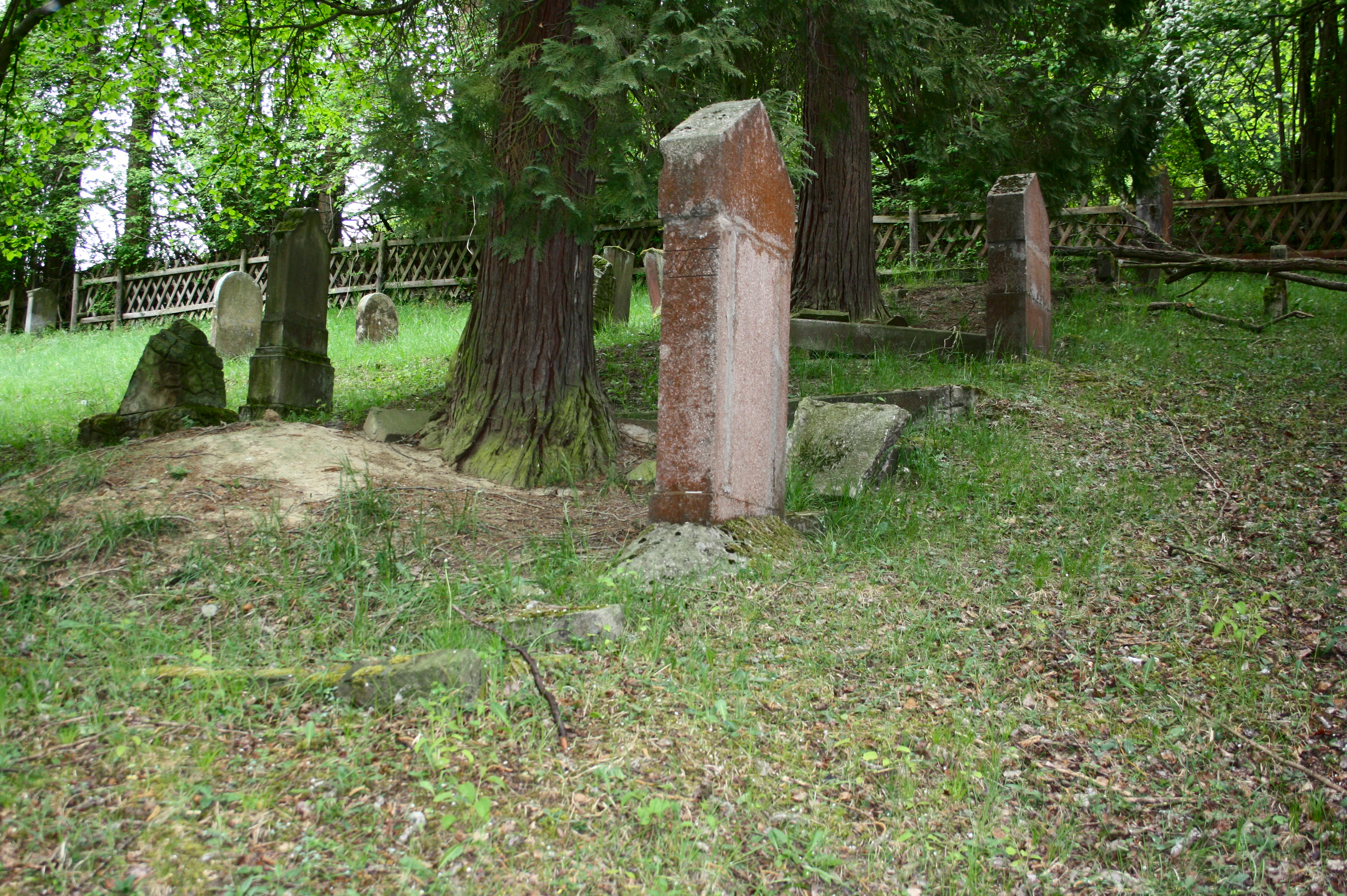
Der jüdische Friedhof zu Rheinbrohl

Der jüdische Friedhof Rheinbrohl ist ein jüdischer Friedhof in Rheinbrohl, einer Ortsgemeinde im Landkreis Neuwied im Norden von Rheinland-Pfalz.

## Geschichte
Der Judenfriedhof zu Rheinbrohl liegt etwa 1,5 km nordöstlich des Ortskerns zwischen Arienheller und der Christinenhöhe im Lampental. Er entstand in der Mitte des 17. Jahrhunderts und wurde vermutlich bis 1938 genutzt. Er umfasst eine Fläche von 30,93 Ar und hat etwa 60 Grabsteine (Mazewot). Auf dem Friedhof wurden auch Juden aus Bad Hönningen beigesetzt. Er steht seit 1989 unter Denkmalschutz und ist ein geschütztes Kulturdenkmal.